# Vilda orkidéer
Vilda orkidéer (engelska: Wild Orchids) är en amerikansk långfilm från 1929 i regi av Sidney Franklin, med Greta Garbo, Lewis Stone och Nils Asther i rollerna.

## Handling
John Sterling (Lewis Stone) tar med sin unga fru Lillie (Greta Garbo) till ön Java där han vill investera i té-plantager. Åldersskillnaden och Johns försummelse av förhållandet leder till hans frus frustration. Lillies skönhet fångar intresset hos en ung och mystisk javanesisk prins (Nils Asther), men hon motstår hans framfusiga försök.

## Rollista
| Greta Garbo | – Lillie Sterling |
| Lewis Stone | – John Sterling   |
| Nils Asther | – Prince De Gace  |